# PlayStation机型

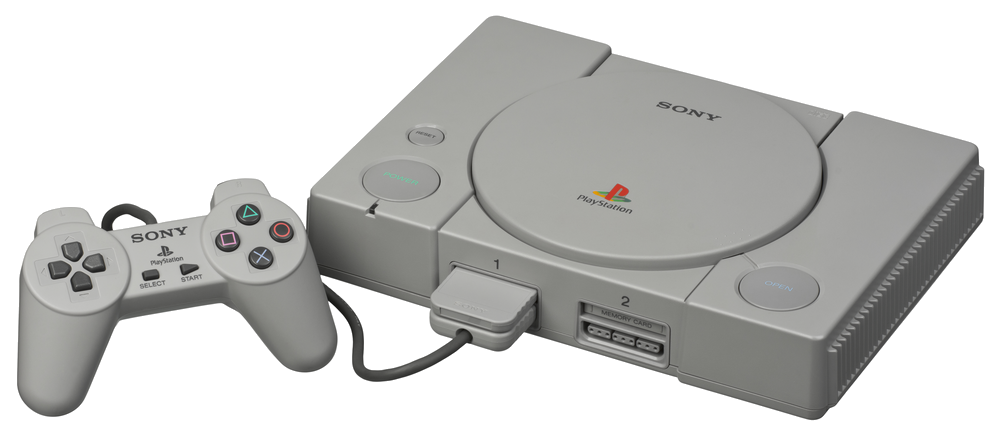
日本最早的 SCPH-1000 機型，並附有原版把手和記憶卡

本條目列出了Sony(索尼) 發售的 PlayStation 各種類機型。

## 不同發售地區之比較

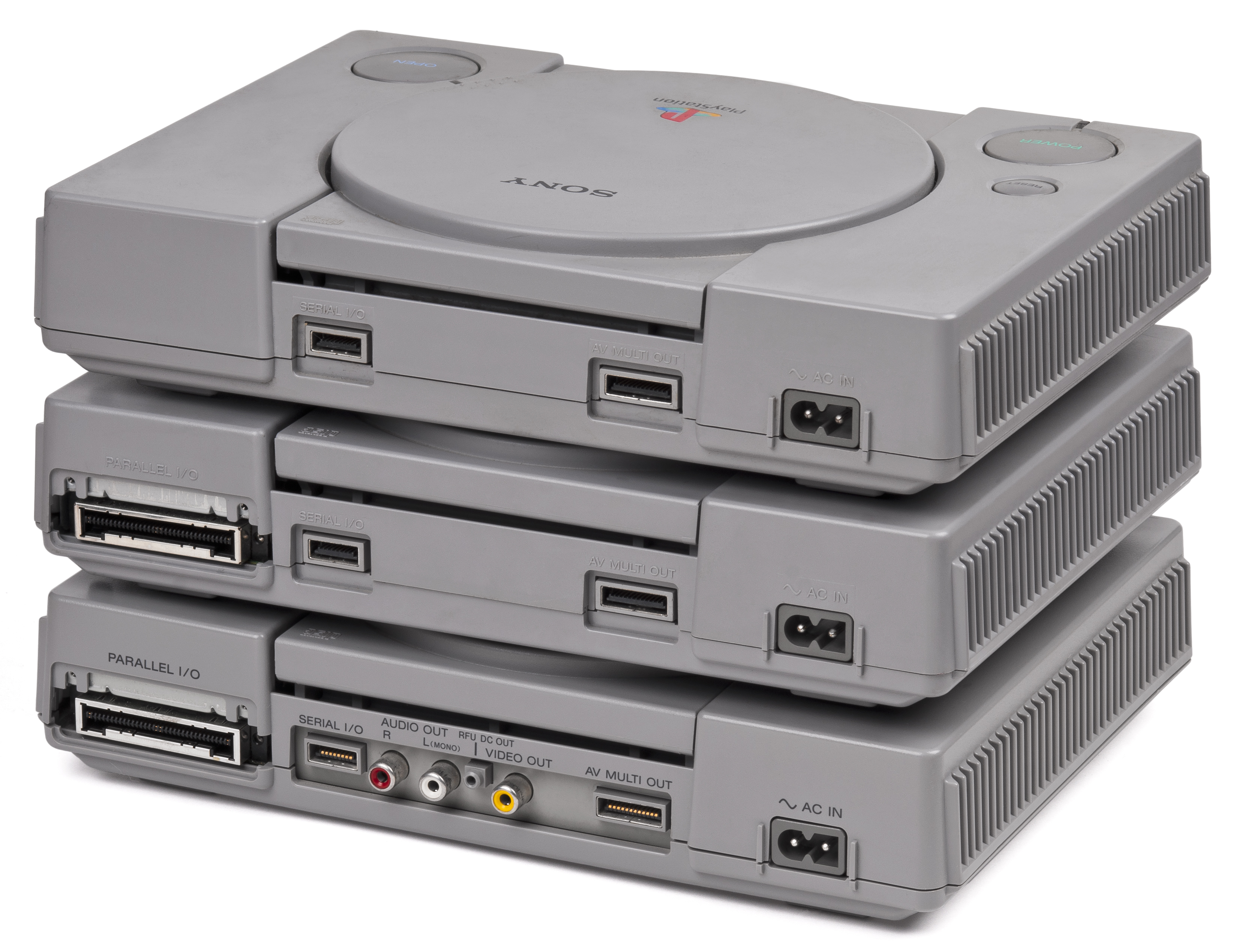
圖為比較 SCPH-1001[美規] (下), SCPH-5000系 (中) 及 SCPH-9000系 (上) 的背面。SCPH-9000系取消了平行埠端子(金手指插槽)，RCA(AV)端子則是從SCPH-5500系之後就被取消。唯一具有直接的S端子輸出僅日本國內SCPH-1000中有，並不在此圖中。

各個型號（例如 SCPH-000x）當中的最末碼 x 代表其發售的地區。以下列出不同末碼所代表的發售地區：

### 型號最末碼為 0
- 發售於日本國內
- [NTSC J規格]、AC100V
- 開機顯示SCEI
- 主機選單為日文（PS one除外）

### 型號最末碼為 1
- 發售於北美地區
- [NTSC U/C規格]、AC110V - 127V
- 開機顯示SCEA
- 主機選單為英文

### 型號最末碼為 2
- 發售於歐洲・大洋洲地區
- [PAL規格]、AC200V - 240V、又可再細分為A/B/C三種
- 開機顯示SCEE
- 主機選單為英文

### 型號最末碼為 3
- 發售於台灣及香港等亞洲地區
- [NTSC J規格]、AC110V - 240V
- 開機顯示SCEI
- 主機選單為英文

## 不同世代間之比較
|                            | SCPH-1000(僅日本國內)  | SCPH-300x SCPH-100x(日本以外地區) | SCPH-500x         | SCPH-550x | SCPH-700x           | SCPH-750x           | SCPH-900x           | SCPH-10x (PS one)   |
| -------------------------- | ---------------------- | --------------------------------- | ----------------- | --------- | ------------------- | ------------------- | ------------------- | ------------------- |
| 影像・聲音輸出端子         | RCA端子 S端子 AV MULTI | RCA端子 AV MULTI                  | RCA端子 AV MULTI  | AV MULTI  | AV MULTI            | AV MULTI            | AV MULTI            | AV MULTI            |
| 平行埠端子(俗稱金手指插槽) | ○                      | ○                                 | ○                 | ○         | ○                   | ○                   | ×                   | ×                   |
| 影像運算處理器             | GTE                    | GTE                               | GTE               | GTE       | GTE-2               | GTE-2               | GTE-2               | GTE-2               |
| GPU                        | CXD8514                | CXD8514                           | CXD8514 或CXD8561 | CXD8561   | CXD8561             | CXD8561             | CXD8561             | CXD8561 或CXD9500Q  |
| CD播放萬花筒功能           | ×                      | ×                                 | ×                 | ×         | ○                   | ○                   | ○                   | ○                   |
| 附屬控制器                 | 普通手把               | 普通手把                          | 普通手把          | 普通手把  | 震動手把(DUALSHOCK) | 震動手把(DUALSHOCK) | 震動手把(DUALSHOCK) | 震動手把(DUALSHOCK) |
| 電源輸入                   | AC電源線               | AC電源線                          | AC電源線          | AC電源線  | AC電源線            | AC電源線            | AC電源線            | DC變壓器            |
| 消耗功率(按日本方式計算)   | 10.5W                  | 10.5W                             | 9.8W              | 9W        | 9.5W                | 9W                  | 9W                  | 6.5W                |
| 重量                       | 1.5kg                  | 不適用                            | 不適用            | 1.4kg     | 1.4kg               | 1.2kg               | 1.2kg               | 560g                |

各型號發售時期及演變(發售時間與售價以日本為準)：
SCPH-1000
1994年12月3日 日幣39,800圓 單色印刷外箱。前期為PU-7基板，後期改為PU-8基板
最早的版本，讀取頭為KSM-440AAM，有直接S端子輸出，但S端子Y/C分離度不佳。正版CD檢查只有一次。另外BIOS有部份BUG
SCPH-3000
1995年7月21日 日幣29,800圓 彩色照片外箱。PU-8基板(亦有少數為無印刷白字的PU-7基板)
少了直接S端子，但轉接出S端子的畫質有改善。從此正版CD檢查變為2次
美规的1001和欧规的1002也于此時期上市，使用PU-8基板，但实际同日本3000系，同樣背面沒有直接S端子。另，96年或更早的PS外壳ABS材料存在配方问题，容易出现发黄现象。
SCPH-3500
1996年3月28日 日幣24,800圓 彩色照片外箱(FIGHTING BOX)。PU-8基板
配合NAMCO鐵拳發售，附2隻普通手把。GPU型號更新為CXD8561
SCPH-5000
1996年6月22日 日幣19,800圓 白面綠箱。PU-8基板
CPU更新為CXD8606Q，RAM整合成1顆，但其他與以往PU-8基板構造差異不大。另外隔天23日任天堂N64發售
SCPH-5500
1996年11月15日 日幣19,800圓 白面紅箱/白面綠箱有條紋外箱。PU-18基板
PS發售來實質上第一次硬體大改款，GPU使用新型GTE-2演算，改善漸層效果，散熱有改善，但少了直接AV端子輸出
讀取頭變成KSM-440ADM為改良設計，從此沒有下沉問題，讀取頭也改為往右側遠離電源發熱，讀取頭下方可看到黑色護蓋為特徵
由於最終幻想VII等軟體發售，不少PS中生代玩家買到這個型號，也是第一款有台灣公司代理的SCPH-5503，台灣能見到的老機此型較多
SCPH-5903
(上市日期不明 1997年前後) 白面藍箱(Video CD)。PU-16基板
亞洲部份地區限定，白色外觀，非常少見，原廠即可看VCD，機體右上角有Video CD字樣，內部多一張解碼板，有直接AV端子輸出
SCPH-7000
1997年11月13日 日幣18,000圓 白面橘箱有條紋/淺藍仿髮絲外箱。 PU-20基板
改為附振動手把DUALSHOCK，多了播放CD時按下選擇鍵有萬花筒功能，開機畫面SONY字較小
部份讀取頭控制IC整合，馬達驅動IC首次移至電路板正面。讀取頭仍為KSM-440ADM，但讀取能力小幅提升
亦有紀念PS銷售突破1000萬台的深藍色限定版
SCPH-7500
1998年12月1日 日幣15,000圓 淺藍仿髮絲外箱。PU-22基板
聲音晶片與眾多讀取頭控制IC整合，讀取聚焦電路無調整化，所以讀取性能有再提升
晶片數較少，基板背面完全無IC，電路板大小約為PU-7之2/3。之後的基板亦以這些晶片組合為基礎
另外讀取頭改為KSM-440AEM，再次取消了讀取頭下方的黑色護蓋
特攻神諜(潛龍諜影)、實感賽車R4、惡靈古堡3、最終幻想VIII都差不多在此時期發售
综上应该算得最成熟的Playstation。
SCPH-9000
1999年5月28日 日幣15,000圓 水藍水花圖案箱。PU-23基板
未經發表即上市的機種，目的為降低成本及對抗金手指開機。除了無金手指插槽之外與7500系類似
晶片組與機械雖與7500類似，但電路LAYOUT上取消了金手指插槽(平行埠)，大小只剩PU-7的1/2
讀取頭改為KSM-440AEM，性能與7500無異，外殼底部四腳都變成大塑膠塊，整機重量很輕
SCPH-100(PSone)
2000年7月7日 日幣15,000圓 銀灰箱/後期彩色照片黃箱。PM-41基板
體積只有原本的1/3，外型較圓弧，顏色為白色。可搭配專用5吋RGB直通螢幕SCPH-140
因少了通訊端子(串列埠)而無法使用對戰線
晶片組與9000系類似，但後期PM-41(2)基板GPU改為CXD9500Q將影像記憶體SGRAM整合進去
讀取頭改為KSM-440BAM，機構上蓋為灰色，同時CD主軸馬達改為扭力較弱的型號，讀取性能基本上不變
且更換CD主軸轉盤帽蓋的材質，較不易斷裂
電源改為DC 7.5V外接變壓器
主機選單界面外觀更新，無論哪一地區都顯示英文選單
早期有日本製造，後期為中國製造

## 薄型機

PSone標誌

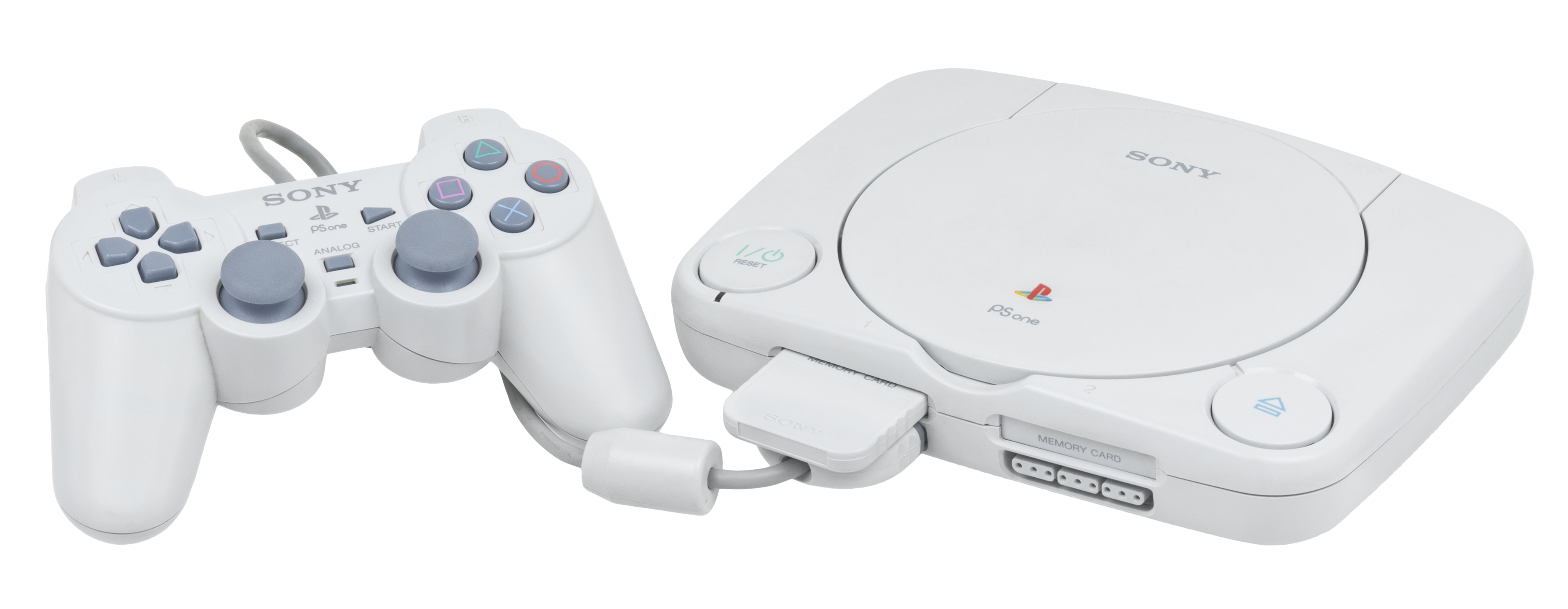
PSone

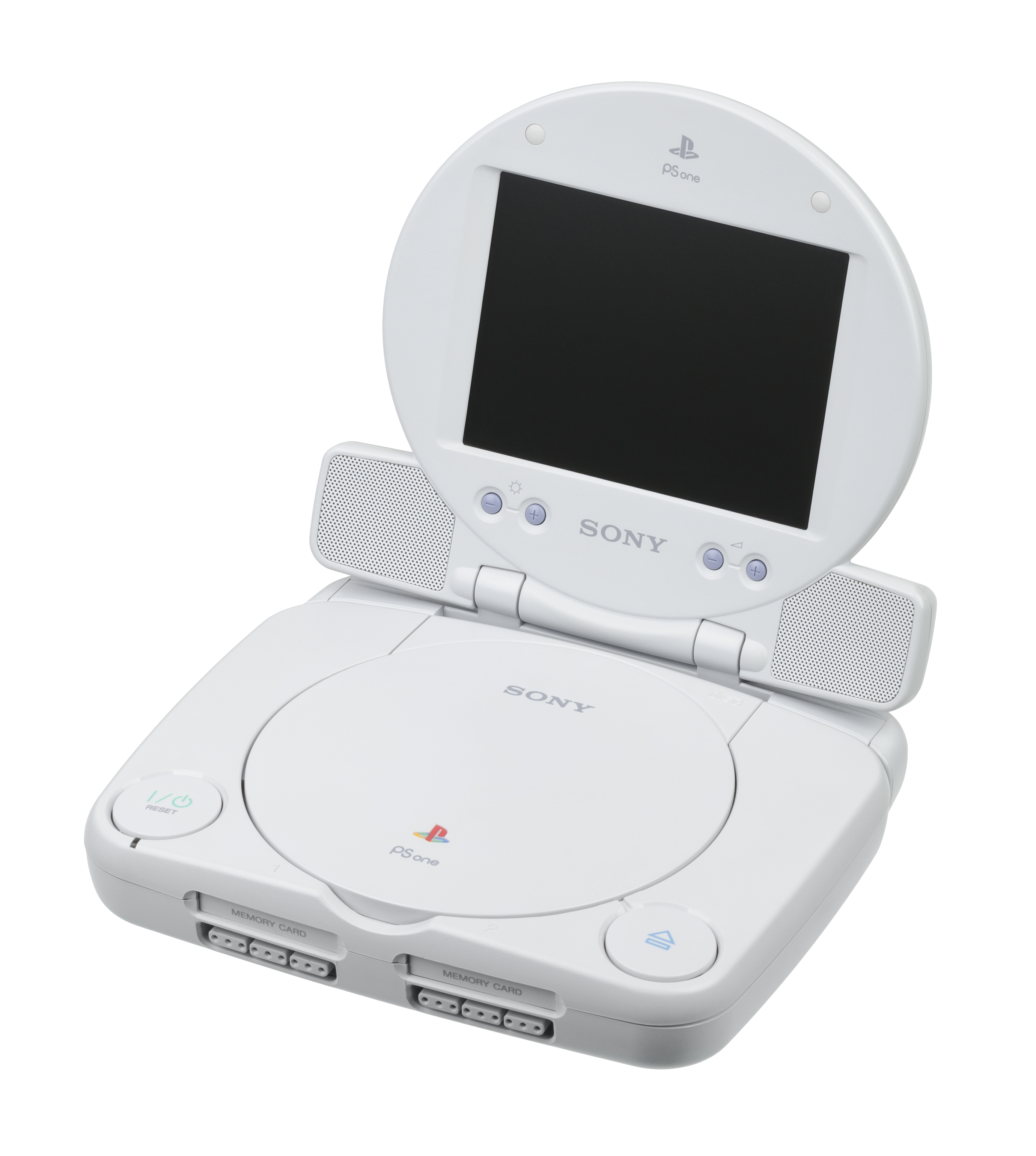
PSone擁有LCD螢幕

2000年9月，Sony发表了重新设计的更小巧主机，叫做PSone。原来的Playstation在日本被叫做"PS"，在美国则根据当年开发中使用的代号叫做“PSX”。2003年Sony在日本发布PS2系统的时候叫做PSX。现在PlayStation之正式简称是"PS1"或"PSone"。PSOne跟以前機種的区别，一个是外观，一个就是主菜单的图形界面。PSOne省略了可供兩部主機間對戰用的Serial I/O（序列輸出入通訊埠）與可供玩家外接擴充卡用的Parallel I/O（並列輸出入通訊埠），電源方面以外接交換式電源供應器（SPU）取代（舊機型為內建於主機中），使得主機得以縮小為原舊機型的1/3大小。此外SCEI還為PSOne量身打造一款外接的液晶螢幕（需另外購買），裝上之後與主機非常契合，且只需使用原廠電源供應器即可；且因電源採外接設計，電源種類可更多元化，為此SCEI也設計了車用電源供應器，實現在車上也能進行遊戲，便利性大增。